# Allorattus engesseri
Allorattus engesseri és un rosegador extint de la subfamília dels murins que visqué durant el Pliocè inferior en allò que avui en dia és Bilike (Mongòlia Interior). Es tracta de l'única espècie del gènere Allorattus. Aquesta espècie és coneguda a partir de 14 queixals aïllats. El nom del gènere és una combinació de la paraula grega αλλος ('altre') i el nom del gènere Rattus. El nom de l'espècie es refereix a Dr. Burkart Engesser, un paleontòleg suís que contribuí molt al coneixement dels petits mamífers del Neogen. En alguns aspectes, s'assembla a Dacnomys i Rattus, però A. engesseri se'n diferencia per la configuració única dels bonys t7 i t9.